# Російсько-швейцарські відносини
Російсько-швейцарські відносини — зовнішні відносини між Росією та Швейцарією. Швейцарія відкрила консульство в Санкт-Петербурзі в 1816 році, оновивши його до представництва через 90 років. Дві країни розірвали дипломатичні відносини в 1923 році, коли Росія переживала період революційних потрясінь, і вони не були відновлені до 1946 року.

## Історія

### Імперська Росія і Швейцарія

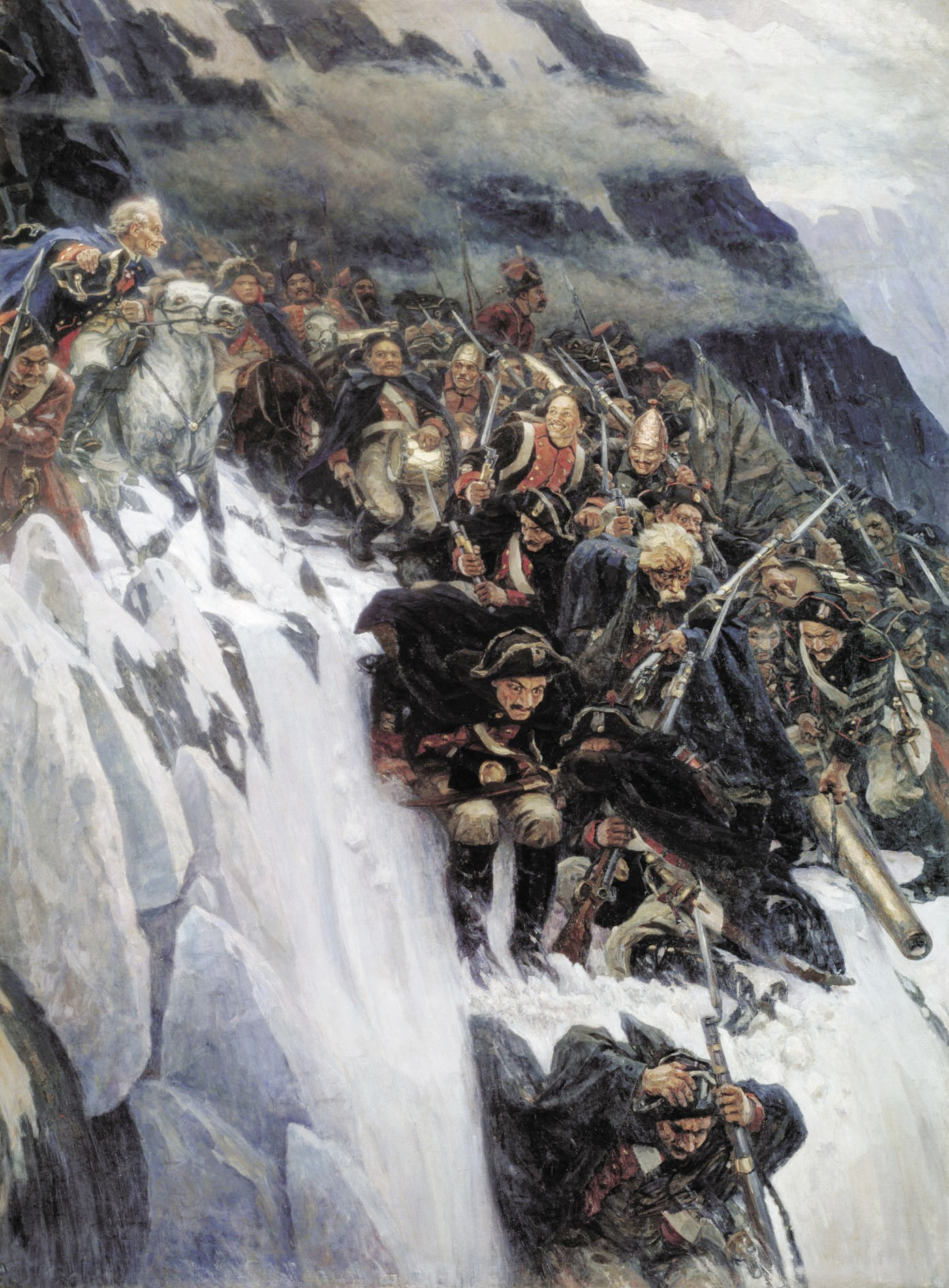
Армія Суворова переходить через швейцарські Альпи (1799)

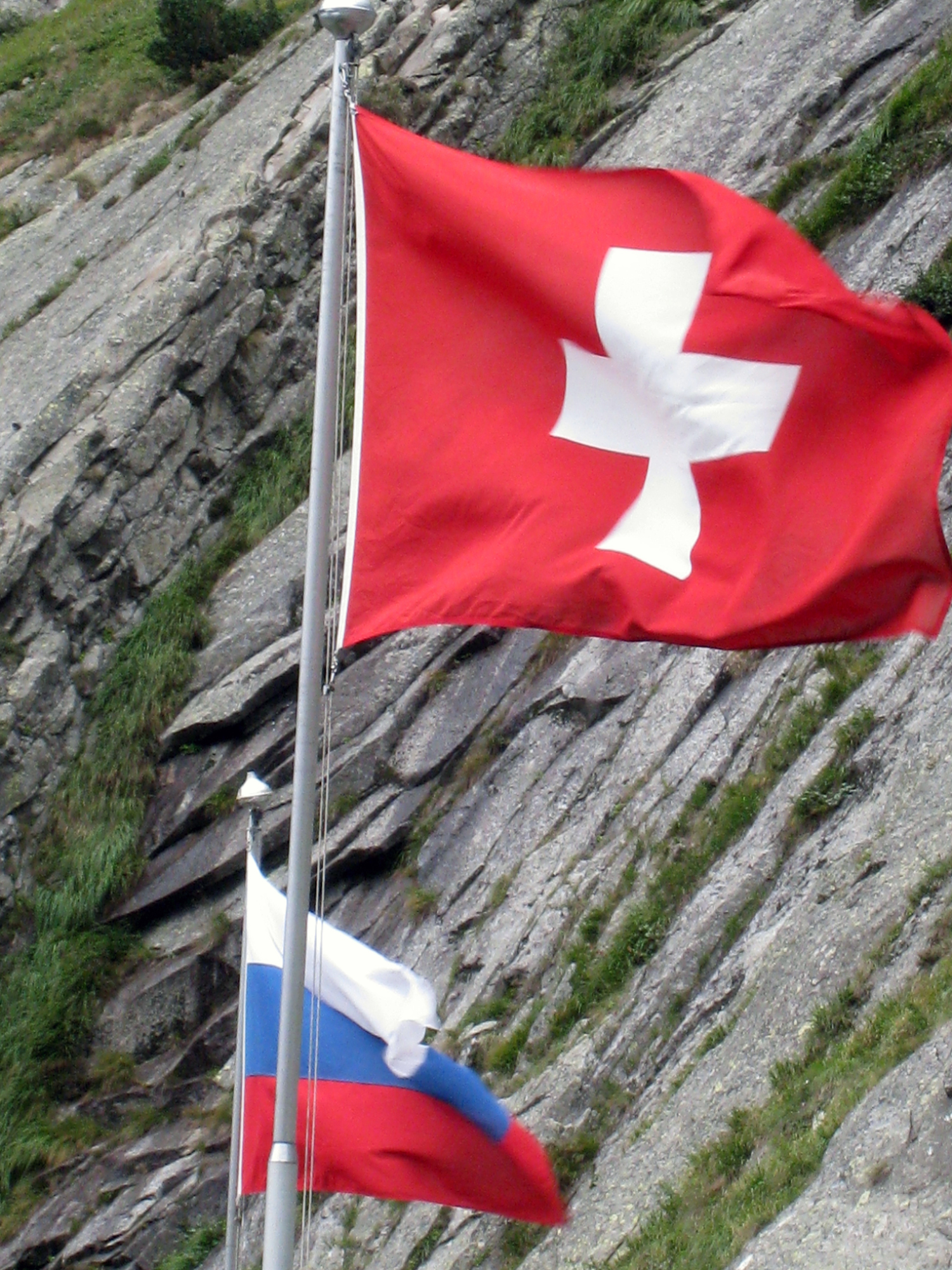
Пам'ятник біля Андерматта (2015)

Контакти між швейцарцями та росіянами почалися ще в XVII столітті, коли двадцятирічний швейцарський солдат Франсуа (Франц) Лефор прибув до Москви в 1675 році, щоб служити династії Романових, і незабаром досяг видатної посади. Хоча цар Петро I був коронований ще в дитинстві (1682 р.), саме сестра Петра Софія, а згодом його мати Наталія Наришкіна та їхні родичі-бояри керували країною понад десять років, залишивши молодому Петру багато часу, щоб мріяти про те, як змінити свою країну, коли він має реальну владу. Лефорт був одним із тих, хто вплинув на світогляд молодого царя, і, як тільки Петро почав повністю очолювати країну, швейцарський солдат став одним із його головних радників і став дуже впливовим протягом перших кількох років модернізації кампанії Петра.
Попри те, що Лефорт помер досить рано під час правління Петра (1699), чимало інших швейцарських солдатів, авантюристів, просвітителів і вчених зробили внесок в історію Російської імперії. Швейцарсько-італійський архітектор Доменіко Трезіні був головним керівником будівництва Санкт-Петербурга до 1712 року, якому приписують створення петровського бароко, характерного для ранньої архітектури цього міста. Математик Леонард Ейлер і п'ять членів родини Бернуллі стали членами Санкт-Петербурзької академії наук. Через століття після Лефора Фредерік-Сезар де Ла Гарп мав вплив на виховання майбутнього царя Олександра I.
Перша широкомасштабна поява росіян у Швейцарії належить до перших років наполеонівських воєн, коли армія Суворова воювала взад і вперед по Швейцарії та Північній Італії в 1799—1800 роках. Хоча результати цих походів були непереконливими, вони принесли Суворову звання генералісимуса і стали (зокрема, відступ через перевал Панікс) улюбленою темою для російських художників.
У відповідь на це близько 8000 швейцарців приєдналися до армії Наполеона, яка вторглася в Росію в 1812 році. Лише кілька сотень вижили після катастрофічної кампанії. Героїзм швейцарців під Березиною увічнено в Березіналєдах.

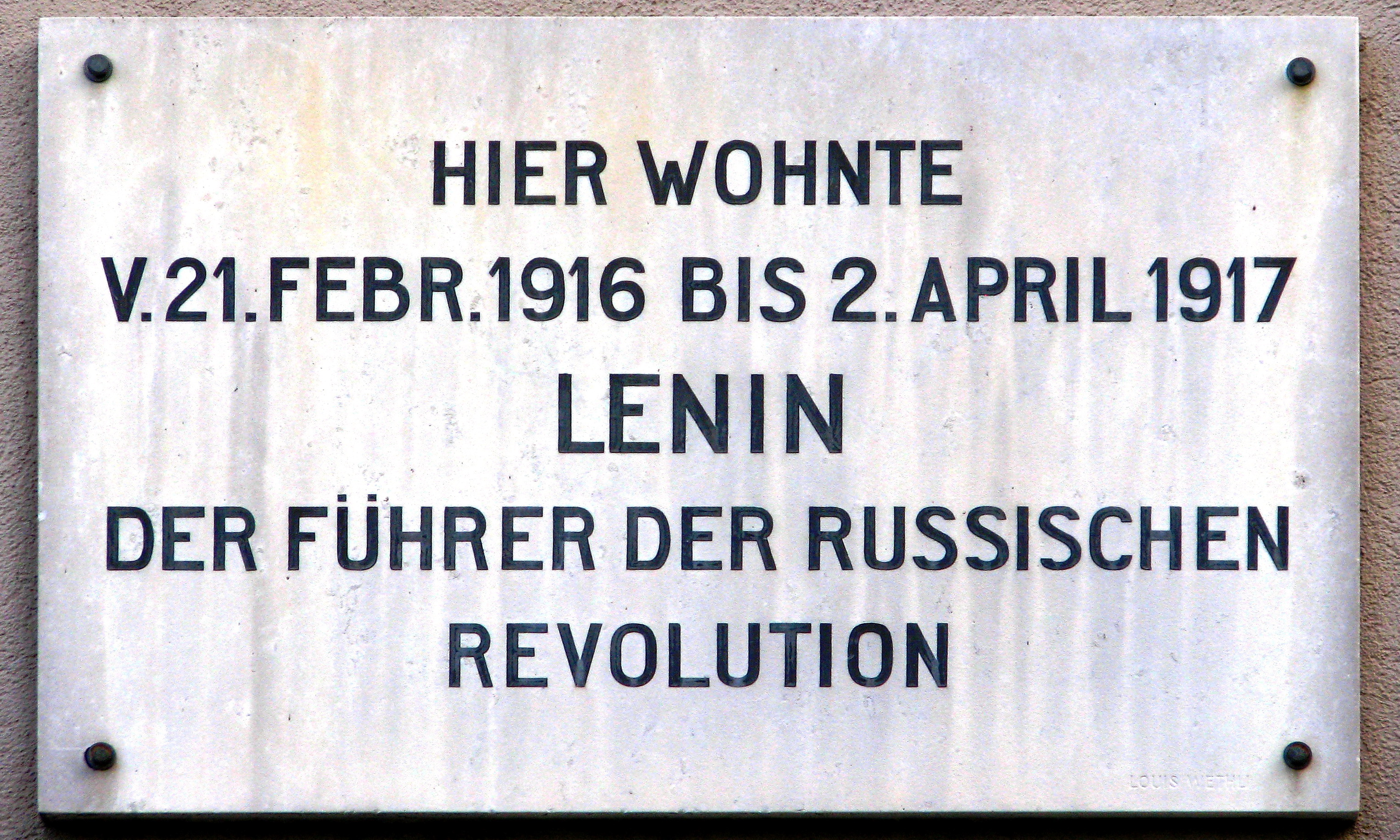
Вшанування перебування Леніна у Швейцарії за адресою «Spiegelgasse» 14, Цюріх

У XIX столітті Швейцарія стала популярним притулком серед російських антицарських емігрантів через свою культуру свободи, відсутність особливо тісних стосунків між швейцарським республіканським урядом та урядом імперської Росії, а іноді й її нейтралітету у війнах. Список російських вигнанців, які знайшли притулок у Швейцарії, сягає від Олександра Герцена, який отримав швейцарське громадянство у 1851 році, до Володимира Леніна, який залишився у Швейцарії під час Першої світової війни і зміг залишити країну лише в 1917 році завдяки так званому герметичному поїзду.
Ці ж причини зробили країну магнітом для російських студентів. Кількість російських студентів у Швейцарії досягла піку в 1906—1907 роках, одразу після поразки російської революції 1905 року, коли 36 % усіх студентів університетів у Швейцарії були росіянами (2322 із 6444). Не тільки більшість іноземних студентів, які навчалися в швейцарських університетах того року (їх було 3784), були вихідцями з Росії, понад дві третини цих російських студентів (1507 з 2322) були жінками, переважно через російську цензу на освіту для єврейського населення.

### Сучасні Росія та Швейцарія
Після розпаду Радянського Союзу кількість російських відвідувачів і мігрантів до Західної Європи значно зросла в порівнянні з радянським періодом. Однак для більшості з них Швейцарія залишалася якоюсь перелітною країною на шляху до більш популярних середземноморських напрямків.
Спокій перетворився на трагедію 1 липня 2002 року, коли башкирський чартерний рейс зіткнувся з вантажним літаком DHL безпосередньо перед входом у повітряний простір Швейцарії з Німеччини. Внаслідок зіткнення загинула 71 особа, яка перебувала на борту двох літаків. Втративши всю родину, Віталій Калоєв убив авіадиспетчера Пітера Нільсена, якого вважав винним в аварії. У червні 2021 року Швейцарія приймала саміт Росія-Сполучені Штати 2021 року в Женеві.

## Постійні дипломатичні представництва
- Росія має посольство в Берні і генеральне консульство в Женеві.
- Швейцарія має посольство в Москві і генеральне консульство в Санкт-Петербурзі.

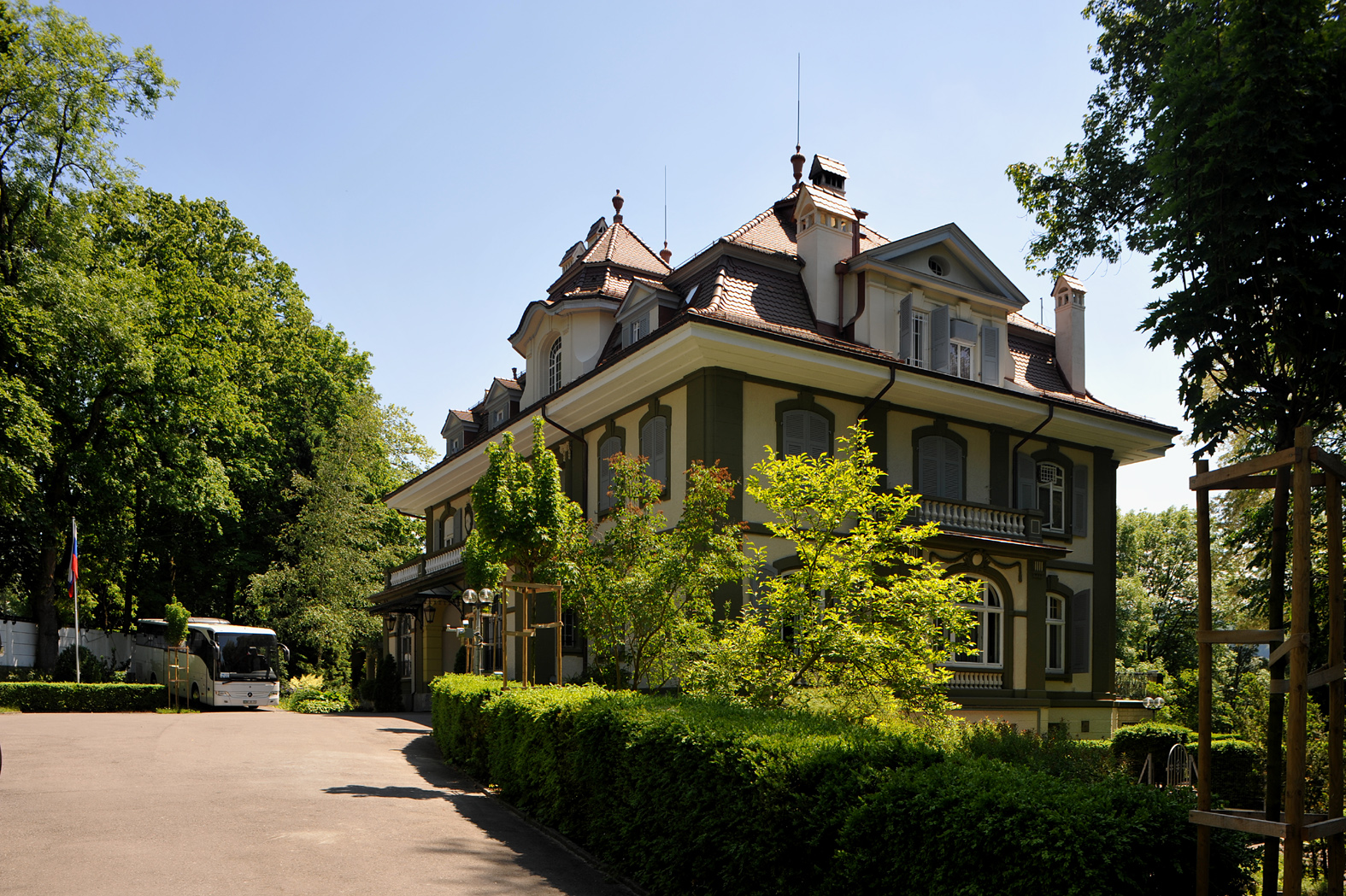
Посольство Росії в Берні
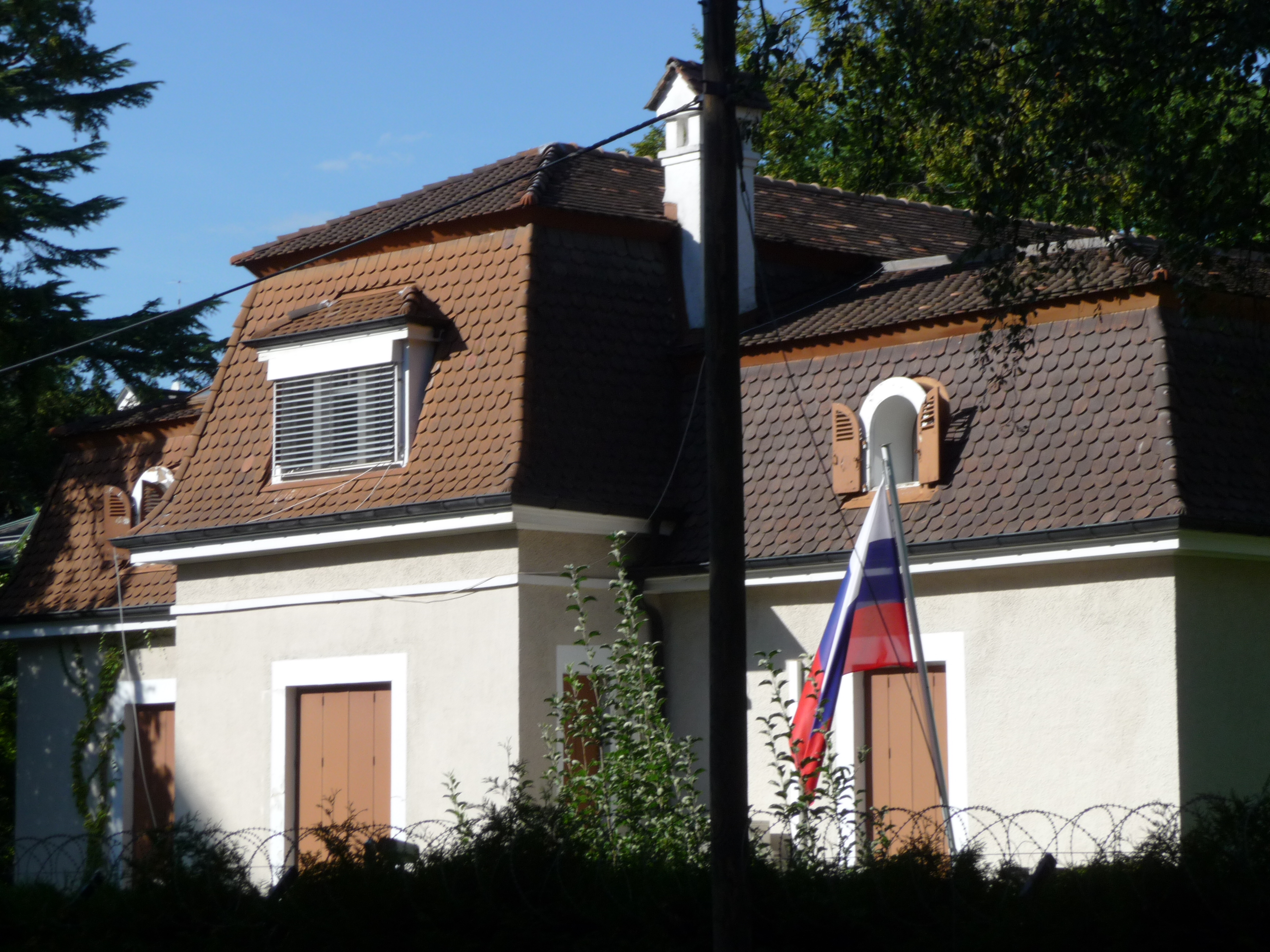
Генеральне консульство Росії в Женеві
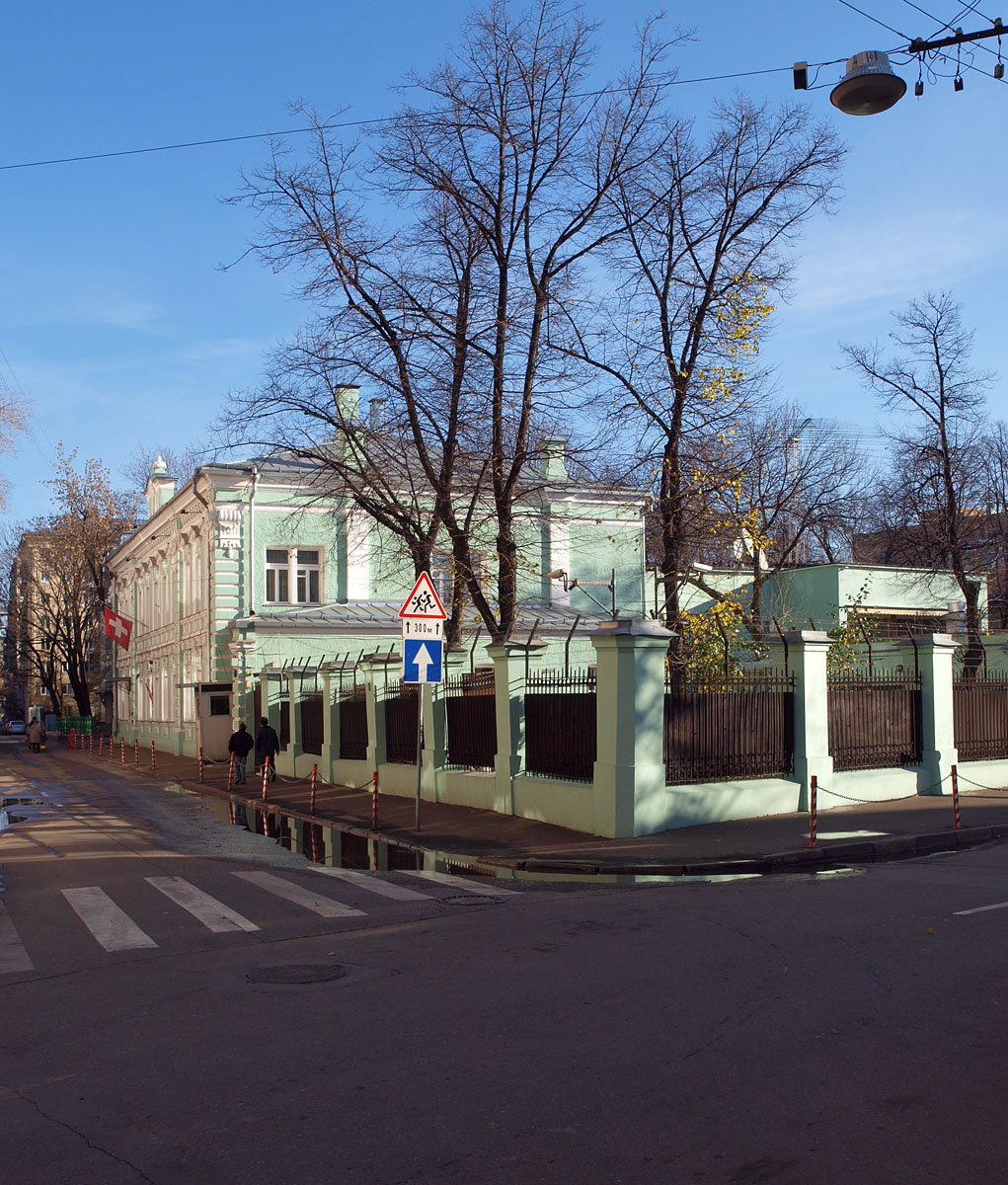
Посольство Швейцарії в Москві
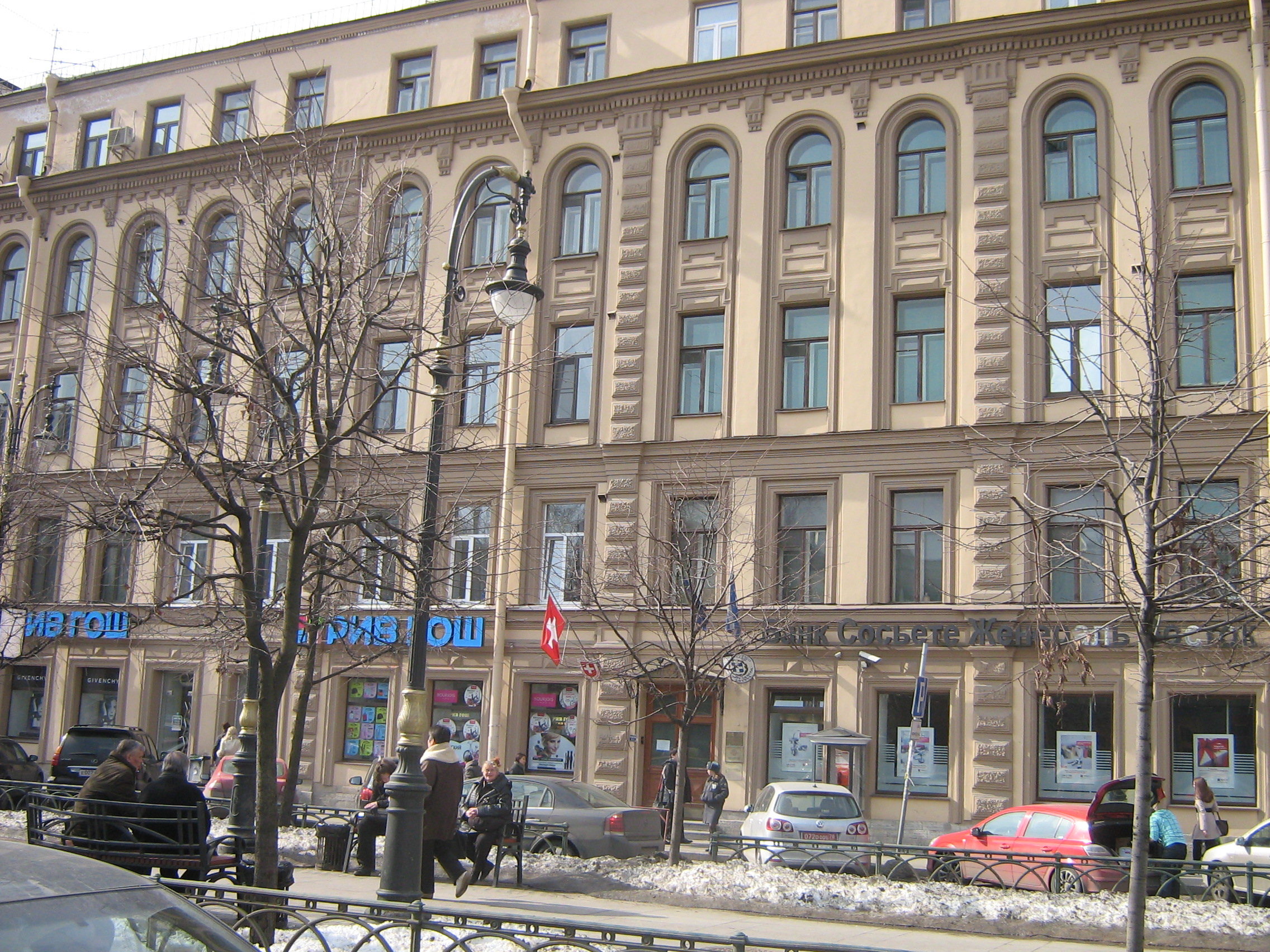
Генеральне консульство Швейцарії в Санкт-Петербурзі